# 손연호
손연호(1951년 ~ )는 대한민국의 기업인이다.

## 학력
- 중동고등학교
- 동아대학교 공업경영학과 학사

## 경력
- 삼손 대표이사 사장
- 경동원 대표이사 사장
- 경동보일러 대표이사 회장
- 경동나비엔 대표이사 회장